# Юмата
Юмата — река в России, протекает в Виноградовском районе Архангельской области. Вытекает из озера Переднее. Устье реки находится в 311 км по правому берегу реки Северная Двина. Длина реки составляет 40 км. В 5 км от устья, по правому берегу реки впадает река Режа.

## Данные водного реестра
По данным государственного водного реестра России относится к Двинско-Печорскому бассейновому округу, водохозяйственный участок реки — Северная Двина от впадения реки Вага и до устья, без реки Пинега, речной подбассейн реки — Северная Двина ниже места слияния Вычегды и Малой Северной Двины. Речной бассейн реки — Северная Двина.
По данным геоинформационной системы водохозяйственного районирования территории РФ, подготовленной Федеральным агентством водных ресурсов:
- Код водного объекта в государственном водном реестре — 03020300412103000033164
- Код по гидрологической изученности (ГИ) — 103003316
- Код бассейна — 03.02.03.004
- Номер тома по ГИ — 03
- Выпуск по ГИ — 0